# 米爾內 (普利尼市鎮)
50°34′9″N 28°6′59″E / 50.56917°N 28.11639°E
米爾內（烏克蘭語：Мирне），是位於烏克蘭北部的村莊，由日托米爾州日托米爾區的普利尼市鎮負責管轄。該村始建於1937年，面積0.61平方公里，海拔高度219米，2001年人口68，人口密度每平方公里110.93人。